# Clormanganokalita
La clormanganokalita és un mineral de la classe dels halurs que pertany al grup de la rinneïta. El seu nom fa al·lusió a la seva composició, que conté clor, manganès i potassi (kalium, en llatí).

## Característiques
La clormanganokalita és un clorur de potassi i manganès de fórmula química K₄MnCl₆. Cristal·litza en el sistema trigonal en forma de romboedres, que poden estar agrupats de forma paral·lela. La seva duresa a l'escala de Mohs és 2,5.
Segons la classificació de Nickel-Strunz, la clormanganokalita pertany a «03.CJ - Halurs complexos, amb MX₆ complexes; M = Fe, Mn, Cu» juntament amb els següents minerals: rinneïta, eritrosiderita, kremersita, mitscherlichita, douglasita, redikortsevita, zirklerita.

## Jaciments
La clormanganokalita va ser descoberta al Vesuvi (Província de Nàpols, Itàlia). Es tracta de l'únic indret on ha estat trobada aquesta espècie mineral.